# 玉淵坊

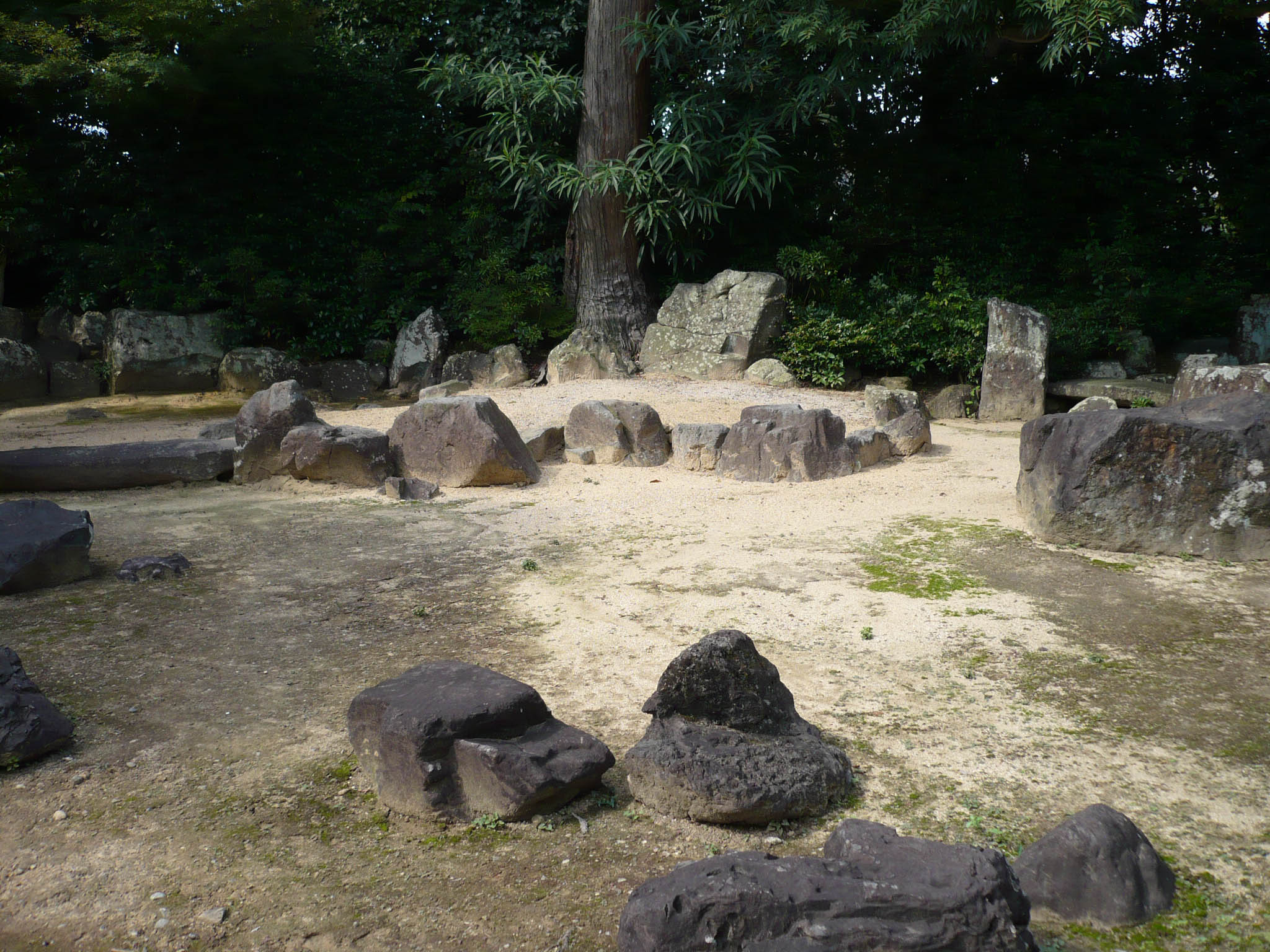
普門寺の観音補陀落山の庭（国指定名勝、大阪府高槻市）

玉淵坊（ぎょくえんぼう、生没年不詳）は、江戸時代初期の 日蓮宗の僧、作庭家。京都の妙蓮寺に所属し、小堀遠州の異母弟にあたる小堀正春の作庭に協力した。普門寺の「観音補陀落山の庭」 (大阪府高槻市、国指定名勝）は玉淵坊の作庭とされるほか、桂離宮庭園の作庭に関与した可能性もある。 本妙院など妙蓮寺山内のいくつかの塔頭に江戸時代の庭園が残っていることは、玉淵坊の系譜を引く僧侶の存在をうかがわせる。 